# Caminades populars a Catalunya
Les caminades populars són esdeveniments esportius no competitius que s'organitzen en diverses localitats de Catalunya i tenen l'objectiu de promoure l'exercici físic, el contacte amb la natura i el coneixement del territori. Aquestes caminades són accessibles per a persones de diferents edats i nivells de preparació física, ja que hi ha rutes variades amb distàncies i nivells de dificultat diversos.
Les caminades populars a Catalunya tenen una llarga tradició i, en molts casos, s'organitzen anualment per associacions de muntanya, grups excursionistes, ajuntaments o entitats locals.

## Tipus
A Catalunya, les caminades populars poden classificar-se en diversos tipus segons la seva durada, la distància o l’entorn. A continuació, es presenten algunes de les més conegudes:
- Marxes de resistència: Són caminades de llarg recorregut, sovint de més de 40 quilòmetres, amb un repte físic destacat. Requereixen una bona preparació prèvia, ja que les distàncies i desnivells són considerables. Exemples destacats són la Matagalls-Montserrat i la Marxa Cap de Rec.
- Caminades familiars: Són caminades més curtes i accessibles, pensades per a participants de totes les edats. Solen tenir una durada de poques hores i recorren paisatges atractius de la zona on es realitzen.
- Caminades temàtiques: Algunes caminades estan dedicades a temes concrets, com la descoberta de la fauna, la flora o el patrimoni cultural d’una zona. Aquestes rutes poden incloure explicacions i activitats complementàries relacionades amb el tema.

## Caminades populars destacades a Catalunya
A continuació, es presenten algunes de les caminades populars més conegudes a Catalunya:
1. Matagalls-Montserrat
  - Distància: Aproximadament 85 km
  - Descripció: Aquesta és una de les caminades més emblemàtiques i exigents de Catalunya, organitzada pel Club Excursionista de Gràcia. La ruta connecta el cim del Matagalls, al massís del Montseny, amb el monestir de Montserrat, travessant múltiples paisatges. És una marxa de resistència molt popular que requereix una preparació física destacada.
  - Durada: Normalment es completa en un màxim de 24 hores.
  - Història: La primera edició es va celebrar el 1972, i des d’aleshores s'ha convertit en un esdeveniment de referència per als amants de la muntanya a Catalunya.
2. Marxa Cap de Rec
  - Distància: 51 km
  - Descripció: Aquesta caminada té lloc a la Cerdanya, en un entorn de muntanya d'altitud i ofereix unes vistes espectaculars dels Pirineus. La marxa comença i acaba a l’estació d’esquí de fons de Lles de Cerdanya i passa per diferents refugis i camins de muntanya.
  - Durada: Es pot completar en menys de 12 hores.
  - Altres dades: Aquesta caminada és coneguda per ser una de les rutes de muntanya més boniques de Catalunya, amb un recorregut que combina desnivells forts i camins de muntanya.
3. La Marxassa
  - Distància: Aproximadament 63 km
  - Descripció: La Marxassa és una altra caminada de resistència que travessa el Parc Natural del Montseny, amb sortida des de Sant Martí del Montseny i arribada a Mataró. Aquesta marxa és popular per les seves vistes espectaculars i pels reptes que planteja en termes de resistència.
  - Durada: S'acostuma a completar en unes 12-14 hores.
4. Caminada Internacional de Barcelona
  - Distància: Recorreguts de 10, 20 i 30 km
  - Descripció: Aquesta caminada, organitzada per la Federació Internacional de Sports Populars, té un caire més urbà i ofereix rutes accessibles a tothom dins de la ciutat de Barcelona. Els participants poden escollir entre diferents distàncies i descobrir la ciutat des d’una perspectiva diferent, tot passejant.
  - Altres dades: És ideal per a famílies i persones de totes les edats.
5. Caminada dels Tres Turons de Barcelona
  - Distància: Aproximadament 12 km
  - Descripció: Aquesta caminada urbana recorre els tres turons més destacats de Barcelona (el Turó de la Rovira, el Turó del Carmel i el Turó de la Creueta del Coll), oferint vistes panoràmiques de la ciutat. És una ruta d'esforç moderat i d’alta participació.
  - Altres dades: És una opció molt popular entre els barcelonins i ofereix la possibilitat de conèixer espais naturals dins de l’entorn urbà.

## Organització i participació
Les caminades populars solen ser organitzades per clubs excursionistes, associacions esportives, ajuntaments o entitats culturals. La inscripció pot variar depenent de l’esdeveniment, però normalment inclou un cost que cobreix avituallament, assegurança i un obsequi commemoratiu. Les rutes estan marcades i sovint hi ha punts de control al llarg del recorregut on els participants poden descansar, menjar o beure.